# پدر ماتئو
پدر ماتئو (ایتالیایی: Don Matteo) یکی از موفق‌ترین سریال‌های تلویزیونی ایتالیا است که پخش آن از سال ۲۰۰۰ از شبکهٔ «رای ۱» آغاز شده و تا کنون ۱۲ فصل از آن منتشر شده‌است.

## بازیگران
- ترنس هیل
- نینو فراسیکا
- فلاویو اینسینا
- جورجا سورینا
- سیمونا مارکینی
- سارا سانتوستازی
- میلنا میکونی
- گاستونه موسکین
- روموآلد کوئوس
- رناتو کارپنتیری
- دنیز تانتوچی
- فیلیپ لروآ
- سیدنی رم
- جوزپه دِ رُزا
- دورا رومانو
- میکول آدزورو
- برونو کابرریزو
- رُزا پیانتا
- مائوریتسیو فرینی
- پائولو مالکو
- سباستیانو لو موناکو
- لورنتسو بالدوچی
- ماسیمیلیانو آماتو
- ناتسارنو ناتاله
- سرجو دی جولیو
- فرانچسکو آکوارولی
- داویده پرینو
- آندرئا رونکاتو
- پائولو بولیونی
- آلبرتو مولیناری
- ماسیمو جولیانی
- آنتونیو پتروچلی
- پریمو رجانی
- گابریلا پسیون
- آلسیا مانچینی
- امانوئلا پوستاکینی
- النا کوچی
- ماریانا دی مارتینو
- لاوینیا گولیلمان
- جورجا سینیکورنی
- آندرئا بارتسینی
- روسلا برشا
- کریستیانو کاکامو
- جوزی بوشمی
- پیا ولسی
- ماریا کیارا جانِـتا
- لیلینا میله
- سلنه کاراماتسا
- میریام کاندورو
- فرانچسکا کاوالین
- بئاتریچه گرانو
- کامیلا سمینو فاوْرو
- آئورورا جوویناتسو
- بِـنِدِتا گارگاری
- میریام گالانتی
- سِـرِنا بناتو
- سارا فرانکتی
- ماسیمو سارکیه‌لی